# Eisspeedway

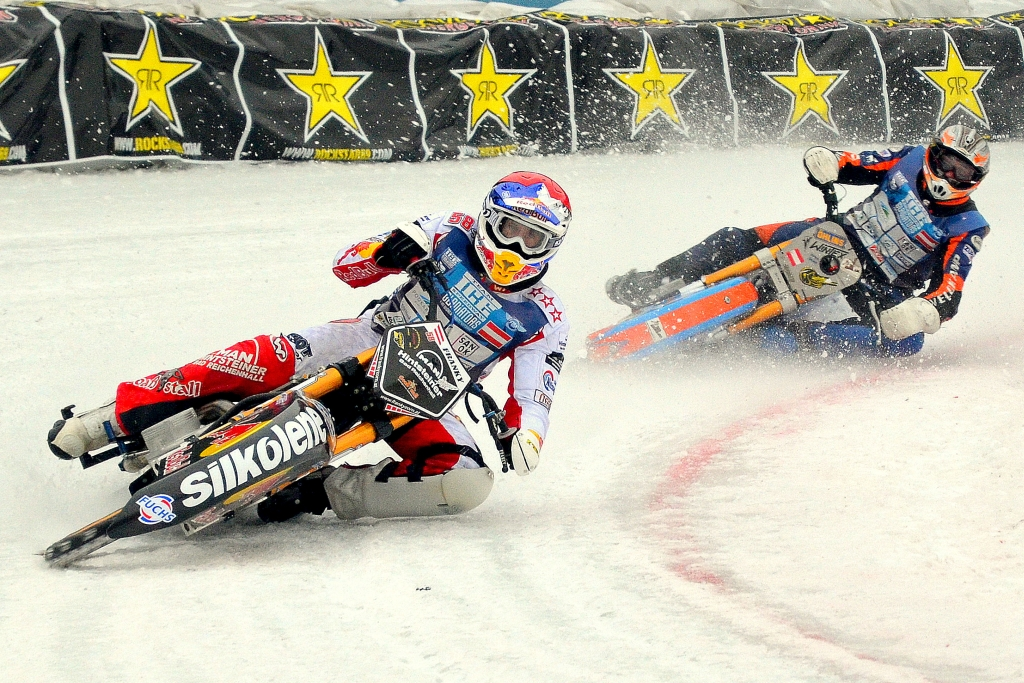
Lauf zur Eisspeedway-Gladiators-Weltmeisterschaft 2013 in Sanok

Das Eisspeedway ist eine mit Motorrädern betriebene und zum Bahnsport zählende Wintersportart, die es seit etwa den 1920er-Jahren gibt. Sie entwickelte sich aus dem Wintertraining verschiedener Motorradwettkämpfe als eigenständige Sportart. Die Teilnehmer benutzen leichte Speedway-Maschinen, die auf die niedrigen Temperaturen und die besondere Glätte der Eisbahnen abgestimmt sind.

## Geschichte

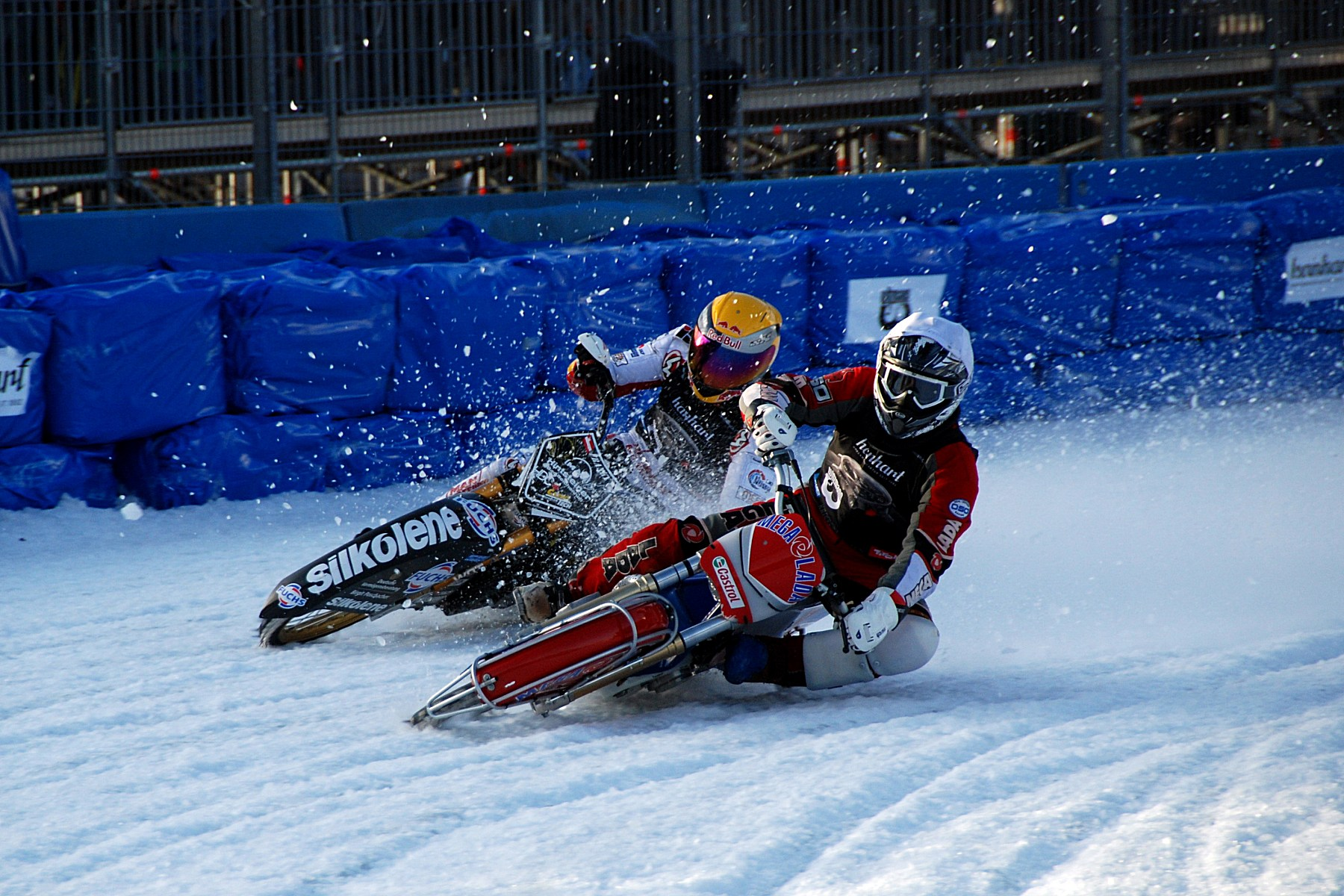
Lauf zur Eisspeedway-Weltmeisterschaft 2010 in Innsbruck

Eisspeedway diente schon frühzeitig als Wintertraining für Sandbahnrennen (Speedway) und Motocross. Der Beginn einer eigenständigen im Winter betriebenen Sportart ist nicht urkundlich belegbar. Als wahrscheinlicher Ursprung gilt die Erfindung in Russland 1924. Als ein weiterer Ursprung wird die Benutzung von Motoren als Antrieb für Kufen oder für einen Sitz (während der Fahrer Skier trägt) angesehen, wie es manchmal als Showeinlage bei Wettkämpfen zu sehen ist.
In Russland ist Eisspeedway fast ein Massensport, weil durch das Klima beste natürliche Trainingsbedingungen vorhanden sind. 1997 waren dort beispielsweise 1 500 aktive Sportler registriert, die Russen dominieren deswegen die Wettkampfszene weltweit. Seit 1964 werden Weltmeisterschaften ausgetragen. 1967 brachte der bayerische Motorsportclub Pocking (mit Georg Traunspurger) Eisspeedway erstmalig nach Europa. Nachdem im Vorgang Gespräche in Moskau mit der russischen Föderation durch den MSC Pocking durchgeführt wurden. In Inzell fand damals das erste Eisspeedway Rennen am 19. Februar 1967 auf Kunsteis statt. 2004 beteiligten sich Fahrer aus 17 Ländern an den internationalen Wettkämpfen, außer Europa sind Australien und Neuseeland sowie die Mongolei und die USA vertreten. Obwohl in Deutschland nur wenige Fahrer diesen Sport betreiben (2001 etwa 50), gibt es seit 1994 deutsche Meisterschaften. Die Clubs haben anfangs Russen mit deutschen Fahrerlizenzen ausgestattet. Drei deutsche Orte sind im Eisspeedway aktiv: Inzell, Berlin und Steingaden.
Obwohl es laut Regelwerk keine Geschlechtertrennung gibt, sind die meisten Teilnehmer männlich.
Die Zuständigkeit für das Regelwerk liegt bei der Fédération Internationale de Motocyclisme (FIM).

## Spezielle Eisspeedway-Maschinen

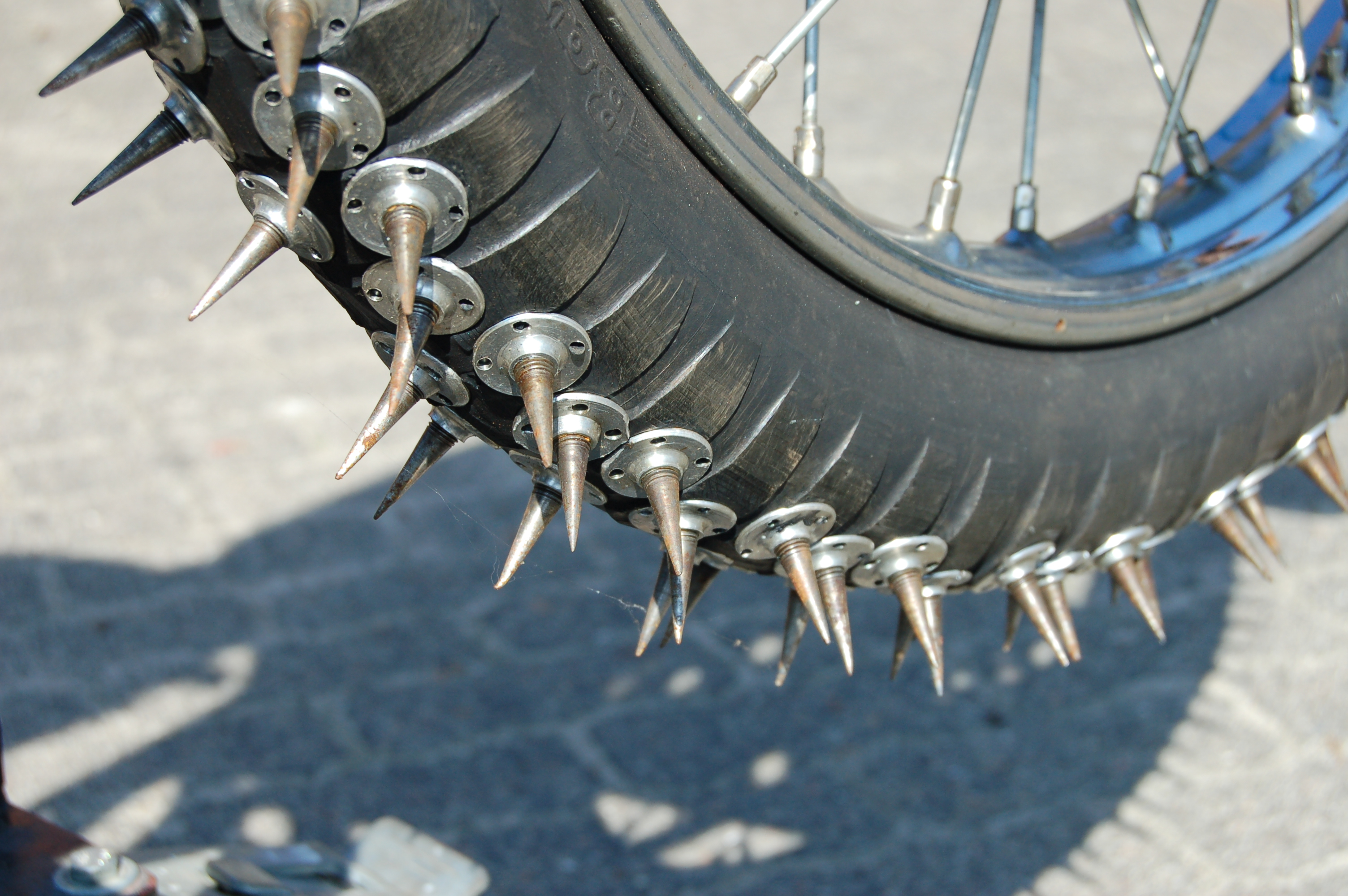
Spikes an einem Hinterrad einer Eisspeedway Maschine, linke Seite

Die Fahrer benutzen standfeste 500 cm³-Motorräder mit maximal 70 PS (51 kW), da das Hauptaugenmerk fahrerisches Können und nicht Höchstleistung ist. Die am häufigsten verwendeten Motoren sind die der tschechischen Marke Jawa. Das Reglement lässt den Einsatz von Zweitaktern oder Viertaktern zu. Die Motorradchassis sind meistens Eigenkonstruktionen, bei denen Leichtbaustoffe wie Carbon oder Aluminium zum Einsatz kommen. Stehender Einbau der Motoren wird heute wegen der besseren Fahreigenschaften bevorzugt. Mit den Spezialmotorrädern werden durchschnittlich 90 km/h gefahren, auch Spitzenwerte von 140 km/h sind schon erreicht worden. Wegen des überwiegenden Eigenbaus erfolgt vor dem Start eine Prüfung auf Einhaltung der technischen Vorschriften und das Wiegen (Gewicht: ca. 110 kg).
Die Reifen werden mit maximal 28 mm langen Spikes versehen (Vorderrad: 130, Hinterrad: 75 bis 120; es sind auch bis zu 200 genannt worden). Durch den enormen Halt der Spikes werden höchste Beschleunigungswerte auf der kurzen Strecke sowie die größten Schräglagen im Motorradsport erreicht. Beim Eisspeedway wird nicht gedriftet. Über beiden Rädern sind zum Schutz der anderen Fahrer stabile Rohrkäfige bis nahe der Aufstandsfläche angebracht. Die Motorräder sind statt Bremsen mit Zündunterbrechern ausgerüstet, die mit dünnen Schnüren am Handgelenk des Sportlers befestigt sind. Bei einem Sturz stehen die Motoren und auch die Antriebsräder somit sofort still. – Der Preis einer Rennmaschine lag 2001 bei rund 20.000 DM, davon entfielen allein auf das Fahrgestell rund 6000 DM.

## Anforderungen an die Sportarenen
Eisspeedway wird auf Natur- oder Kunsteisbahnen absolviert. Die Bahnlänge ist beliebig, als Standard sind jedoch 400-Meter-Eisovale beliebt. So dienen häufig Eisschnelllauf-Bahnen und zunehmend Eishallen als Austragungsorte. Für die einzelnen Bahnen werden Bahnrekorde geführt, die oft in gesonderten Läufen erzielt werden. Die erreichten Rundenrekordgeschwindigkeiten liegen um 100 km/h.
Besonders bekannt in Deutschland sind die jährlichen Eisspeedway-WM Läufe in der Max-Aicher-Arena in Inzell. Auch im berühmten norwegischen Olympia-Wikingerschiff-Eisstadion von Hamar fand schon ein Eisspeedway-Weltmeisterschafts-Grand Prix statt.
Im Gegensatz zu Grasbahn- oder Sandbahn-Strecken sind Eisspeedway-Areale zum Schutz für Fahrer und Zuschauer rundherum intensiv mit großen Polstern ausgestattet. Dieser Schutz kann aus Strohballen, Schaumstoffwürfeln oder losem Dämmmaterial bestehen und wird zunehmend auch bei Wettkämpfen im Sommer verwendet.

## Eisspeedway-Wettbewerbe
Seit 1994 gibt es einen Grand-Prix-(GP)-Wettbewerb, der aus mehreren Läufen in verschiedenen Ländern besteht. Im Anfangsjahr wurde eine Serie davon im Horst-Dohm-Eisstadion in Berlin ausgetragen. In manchen Jahren gelten die GP-Kämpfe gleichzeitig als Weltmeisterschaftsläufe. Zur Jahreswende 1996 auf 1997 organisierte der Deutsche Gerd Sievers erstmals einen internationalen Vergleich unter dem Namen „Master of Spikes“. Dieser Einladungswettkampf der weltbesten Fahrer fand zu Beginn der Wintersaison in der Eisschnelllaufhalle Berlin-Hohenschönhausen statt. Die Teilnehmer hatten ein Startgeld zu zahlen und ermittelten in mehreren Läufen an zwei Tagen den schnellsten Fahrer, der den Titel „Master of spikes“ und ein gutes Preisgeld erhielt. Dieser Wettbewerb fand großen Anklang und wird seitdem einmal jährlich durchgeführt. Für den dreimaligen Gewinn des Mastertitels gibt es eine Sonderprämie. – Der ADAC richtet seit 1998 in Unna ein Rennen „Aces on Ice“ aus. Die Teilnehmer kämpfen um den „Warsteiner Cup“. Außerdem gibt es hierbei ein Gespann-Rennen. Eine Rennserie „Golden Spike“ lockt die Spidermen jährlich in die Veranstaltungsorte Flims (Schweiz), Assen (Niederlande), Divisov (Tschechien), St. Johann im Pongau (Österreich) sowie Steingaden und Erfurt (Deutschland).

## Liste der Eisspeedway-Einzelweltmeister
| Jahr | Austragungsort(e)                          | Weltmeister           | Vizeweltmeister       | Bronzemedaillengewinner |
| ---- | ------------------------------------------ | --------------------- | --------------------- | ----------------------- |
| 1966 | Moskau/Ufa (Serie über 2 Runden)           | Gabdrachman Kadyrow   | Wiktor Kusnezow       | Antonín Šváb            |
| 1967 | Ufa/Moskau/Leningrad (Serie über 3 Runden) | Boris Samorodow       | Wjatcheslav Dubinin   | Wladimir Zybrow         |
| 1968 | Salawat/Ufa (Serie über 2 Runden)          | Gabdrachman Kadyrow   | Wladimir Zybrow       | Boris Samorodow         |
| 1969 | Inzell                                     | Gabdrachman Kadyrow   | Juri Lombozki         | Wladimir Zybrow         |
| 1970 | Nässjö                                     | Antonín Šváb          | Gabdrachman Kadyrow   | Kurt Westlund           |
| 1971 | Inzell                                     | Gabdrachman Kadyrow   | Wladimir Tschekuschew | Milan Špinka            |
| 1972 | Nässjö                                     | Gabdrachman Kadyrow   | Antonín Šváb          | Wladimir Pasnikow       |
| 1973 | Inzell                                     | Gabdrachman Kadyrow   | Boris Samorodow       | Wladimir Pasnikow       |
| 1974 | Nässjö                                     | Milan Špinka          | Wladimir Zybrow       | Gabdrachman Kadyrow     |
| 1975 | Moskau                                     | Sergej Tarabanko      | Wladimir Zybrow       | Sergej Kasakow          |
| 1976 | Assen                                      | Sergej Tarabanko      | Milan Špinka          | Conny Samuelsson        |
| 1977 | Inzell                                     | Sergej Tarabanko      | Conny Samuelsson      | Zdeněk Kudrna           |
| 1978 | Assen                                      | Sergej Tarabanko      | Anatoli Bondarenko    | Analoli Gladytschew     |
| 1979 | Inzell                                     | Anatoli Bondarenko    | Wladimir Ljubitsch    | Zdeněk Kudrna           |
| 1980 | Kalinin                                    | Anatoli Bondarenko    | Sergej Tarabanko      | Wladimir Suchow         |
| 1981 | Assen                                      | Wladimir Ljubitsch    | Wladimir Suchow       | Analoli Gladytschew     |
| 1982 | Inzell                                     | Sergej Kasakow        | Per-Olov Serenius     | Wladimir Subbotin       |
| 1983 | Eindhoven                                  | Sergej Kasakow        | Anatoli Bondarenko    | Erik Stenlund           |
| 1984 | Moskau                                     | Erik Stenlund         | Wladimir Suchow       | Juri Iwanow             |
| 1985 | Assen                                      | Wladimir Suchow       | Jarmo Hirvasoja       | Juri Iwanow             |
| 1986 | Stockholm                                  | Juri Iwanow           | Wladimir Suchow       | Erik Stenlund           |
| 1987 | West-Berlin                                | Juri Iwanow           | Wladimir Suchow       | Witali Russkich         |
| 1988 | Eindhoven                                  | Erik Stenlund         | Juri Iwanow           | Sergej Iwanow           |
| 1989 | Alma-Ata                                   | Nikolai Nischtschenko | Juri Iwanow           | Wladimir Suchow         |
| 1990 | Göteborg                                   | Jarmo Hirvasoja       | Nikolai Nischtschenko | Sergej Iwanow           |
| 1991 | Assen                                      | Sergej Iwanow         | Per-Olov Serenius     | Michael Lang            |
| 1992 | Frankfurt am Main                          | Juri Iwanow           | Antonín Klatovský     | Stefan Svensson         |
| 1993 | Saransk                                    | Wladimir Fadejew      | Alexander Balaschow   | Michael Lang            |
| 1994 | Grand-Prix-Serie (5 Runden)                | Alexander Balaschow   | Per-Olov Serenius     | Wjatscheslaw Nikulin    |
| 1995 | Grand-Prix-Serie (5 Runden)                | Per-Olov Serenius     | Alexander Balaschow   | Wjatscheslaw Nikulin    |
| 1996 | Grand-Prix-Serie (5 Runden)                | Alexander Balaschow   | Juri Polikarpow       | Wjatscheslaw Nikulin    |
| 1997 | Assen                                      | Kirill Drogalin       | Alexander Balaschow   | Jari Ahlbom             |
| 1998 | Grand-Prix-Serie (5 Runden)                | Alexander Balaschow   | Kirill Drogalin       | Wjatscheslaw Nikulin    |
| 1999 | Grand-Prix-Serie (5 Runden)                | Wladimir Fadejew      | Alexander Balaschow   | Wjatscheslaw Nikulin    |
| 2000 | Assen                                      | Kirill Drogalin       | Franz Zorn            | Wladimir Fadejew        |
| 2001 | Grand-Prix-Serie (4 Runden)                | Kirill Drogalin       | Wladimir Fadejew      | Wjatscheslaw Nikulin    |
| 2002 | Grand-Prix-Serie (4 Runden)                | Per-Olov Serenius     | Wjatscheslaw Nikulin  | Juri Polikarpow         |
| 2003 | Grand-Prix-Serie (3 Runden)                | Witali Chomizewitsch  | Günther Bauer         | Wladimir Lumpow         |
| 2004 | Grand-Prix-Serie (4 Runden)                | Dmitri Bulankin       | Witali Chomizewitsch  | Nikolai Krasnikow       |
| 2005 | Grand-Prix-Serie (3 Runden)                | Nikolai Krasnikow     | Witali Chomizewitsch  | Ivan Iwanow             |
| 2006 | Grand-Prix-Serie (2 Runden)                | Nikolai Krasnikow     | Junir Basejew         | Michail Bogdanow        |
| 2007 | Grand-Prix-Serie (3 Runden)                | Nikolai Krasnikow     | Witali Chomizewitsch  | Ivan Iwanow             |
| 2008 | Grand-Prix-Serie (3 Runden)                | Nikolai Krasnikow     | Witali Chomizewitsch  | Franz Zorn              |
| 2009 | Grand-Prix-Serie (4 Runden)                | Nikolai Krasnikow     | Daniil Iwanow         | Franz Zorn              |
| 2010 | Grand-Prix-Serie (5 Runden)                | Nikolai Krasnikow     | Daniil Iwanow         | Dmitri Chomizewitsch    |
| 2011 | Grand-Prix-Serie (4 Runden)                | Nikolai Krasnikow     | Igor Kononow          | Daniil Iwanow           |
| 2012 | Grand-Prix-Serie (4 Runden)                | Nikolai Krasnikow     | Daniil Iwanow         | Dmitri Chomizewitsch    |
| 2013 | Grand-Prix-Serie (5 Runden)                | Daniil Iwanow         | Dmitri Koltakow       | Dmitri Chomizewitsch    |
| 2014 | Grand-Prix-Serie (4 Runden)                | Daniil Iwanow         | Dmitri Koltakow       | Dmitri Chomizewitsch    |
| 2015 | Grand-Prix-Serie (5 Runden)                | Dmitri Koltakow       | Daniil Iwanow         | Dmitri Chomizewitsch    |
| 2016 | Grand-Prix-Serie (5 Runden)                | Dmitri Chomizewitsch  | Dmitri Koltakow       | Daniil Iwanow           |
| 2017 | Grand-Prix-Serie (4 Runden)                | Dmitri Koltakow       | Igor Kononov          | Dmitri Chomizewitsch    |
| 2018 | Grand-Prix-Serie (4 Runden)                | Dmitri Koltakow       | Daniil Iwanow         | Dmitri Chomizewitsch    |
| 2019 | Grand-Prix-Serie (4 Runden)                | Daniil Iwanow         | Dmitri Koltakow       | Dinar Walejew           |
| 2020 | Grand-Prix-Serie (3 Runden)                | Daniil Iwanow         | Dmitri Chomizewitsch  | Dinar Walejew           |
| 2021 | Toljatti                                   | Dinar Walejew         | Igor Kononow          | Dmitri Chomizewitsch    |
| 2022 | Grand-Prix-Serie (2 Runden)                | Martin Haarahiltunen  | Johann Weber          | Nikita Bogdanow         |
| 2023 | Inzell                                     | Martin Haarahiltunen  | Franz Zorn            | Harald Simon            |
| 2024 | Grand-Prix-Serie (2 Runden)                | Martin Haarahiltunen  | Max Niedermaier jun.  | Heikki Huusko           |